# Испосница Зосима Синајита

Испосница Зосима Синајита налази се на око 1 километар од Манастира Тумане, дубоко у густој шуми. У стени се налазе две пећине повезане уским пролазом. 
Зосим Тумански је живео у једној пећини а у другој се молио. Данас је на месту молитвене келије уређена капела. У пећинама је сачуван накит и она је готово недирнута људском руком.
Покрај испоснице налази се чудотворни извор , а иза њега прелеп шумски водопад са бигарним наслагама. Ту се налази Споменик природе Бигрена акумулација код манастира Тумане.

## Положај
Испосница Зосима Синајита налази се на око 1 километар од Манастира Тумане односно десетак километара од Голупца.

## Историја
По историјским предањима Зосим Тумански живео је у поменутој пећини у време Милоша Обилића односно непосредно пре и после Косовског Боја.
Последњи становник овог места био је схи-синђел Пахомије  који се ту повукао 1954. године из Манастира Тумане. Пахомије је мученички пострадао 1965.г. и сахрањен на монашком гробљу Манастира Тумане.
Испосница датира према предању од половине четрнаестог века. 
Прва стамбена просторија је подигнута 1954. године а обнова је почела 2014.године.

## Галерија
- Спомен плоча
- Мозаик фреска
- Друга пећина
- Чесма

## Рефереце
1. ↑  Сајт Манастир Тумане
2. ↑  Прилог из Политике